# Герб Бахрейна
Герб Бахрейна (араб. شعار البحرين‎), был разработан в 1930-х годах британским советником Короля Бахрейна (тогда эмира) сэром Чарльзом Белгрейвом. Герб содержит тот же самый рисунок, что национальный флаг, только на гербе он расположен на щите в центре, красный и белый намёт окружает щит. Пять белых «зазубрин» представляют собою пять столпов Ислама.
Последнее изменение произошло в 2022 году, когда король Хамад Аль-Халифа издал указ о добавлении королевской короны к национальному гербу.